# Schloss Burgschleinitz

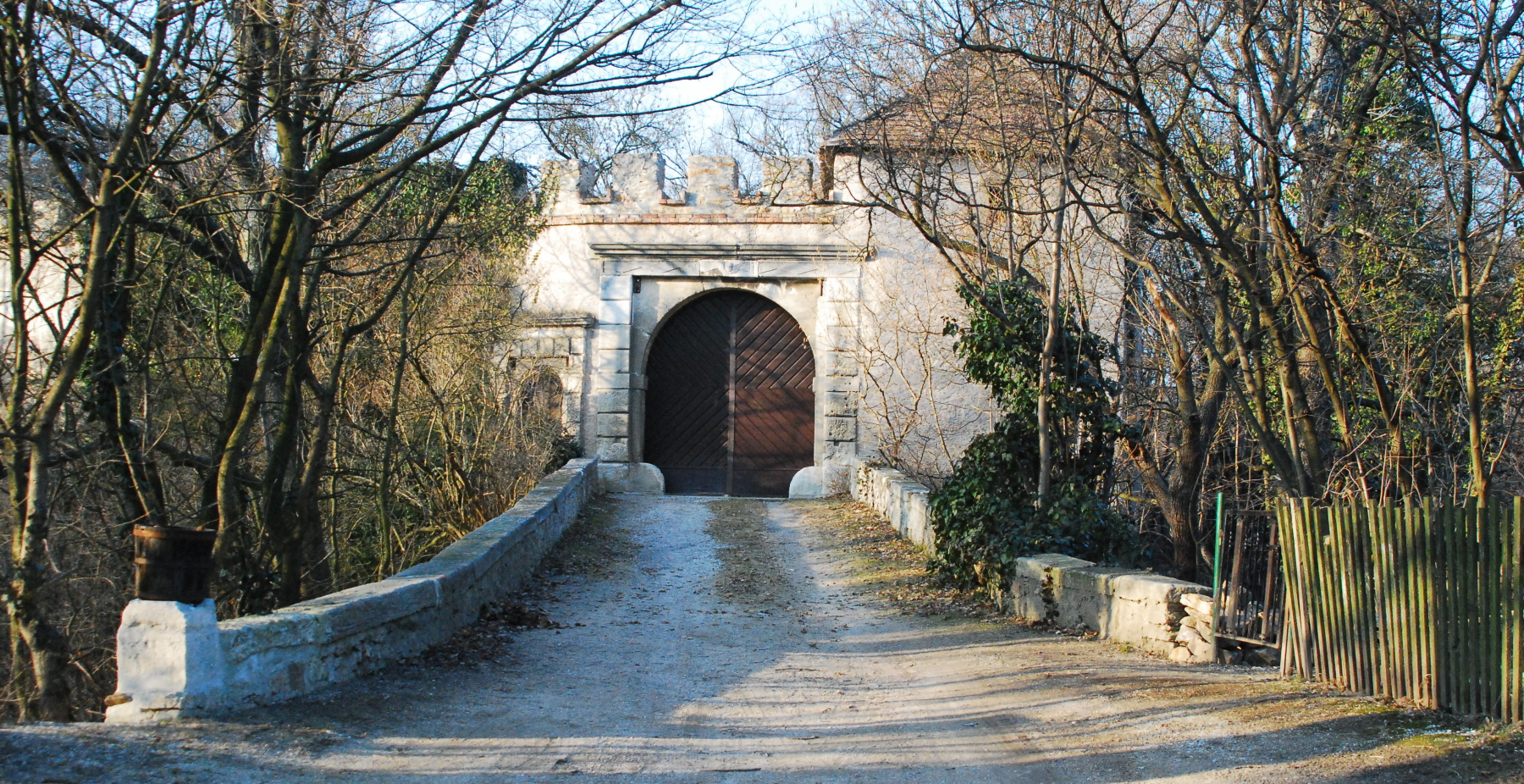
Schloss Burgschleinitz – Brücke und Tor

Grundriss von Schloss Burgschleinitz

Schloss Burgschleinitz in Burgschleinitz im niederösterreichischen Bezirk Horn wurde per Bescheid unter Denkmalschutz gestellt.

## Beschreibung und Geschichte
Die frühere Burg Burgschleinitz war der Stammsitz eines österreichischen Ministerialengeschlechts. Der Letzte dieses Geschlechts, Otto von Schleunz, kam 1260 bei Staatz im Kampf gegen Ungarn ums Leben. Mehrere Besitzerwechsel folgten.
1480 konnten sich hussitische Truppen unter Wenzel Wlčeks hier festsetzen, bis 1482 die Burg von österreichischen Truppen zurückerobert und völlig zerstört wurde. Ab etwa 1543 wurde die Burg wieder aufgebaut und ab ungefähr 1589 unter Georg Bayer von Niederdürnbach ausgebaut.
Zu Beginn des Dreißigjährigen Kriegs wurde Burgschleinitz von böhmischen Truppen niedergebrannt und später von den auf Schloss Greillenstein ansässigen Grafen von Kuefstein wieder aufgebaut. Um 1920 erwarb die Witwe Anna von Sazenhofen aus dem Adelsgeschlecht derer von Sazenhofen das Schloss. Derzeit steht die Burg im Eigentum der Familie Eckert. Die Schauspielerin Andrea Eckert, der Urenkel von Anna von Sazenhofen, ist hier aufgewachsen.
Seit 1974 ist der Wassergraben wieder geflutet.
Gast auf Schloss Burgschleinitz war unter anderen Franz Grillparzer.

## Beschreibung
Wann der Umbau von Burg Burgschleinitz zum Schloss erfolgte, ist nicht bekannt.
Schloss Burgschleinitz ist von einem Teich umgeben und ist nur über eine Brücke, bei der eine Johannes-Nepomuk-Statue aus dem zweiten Viertel des 18. Jahrhunderts steht, zu erreichen.
Drei zweigeschoßige Gebäudetrakte mit Walmdächern, die um einen schmalen und unregelmäßigen, annähernd rechteckigen Hof gruppiert sind, bilden das Hauptgebäude. Die vierte Seite des Hofs bildet eine Mauer mit einer Tür, durch welche über eine Treppenanlage der Vorhof zu erreichen ist.
Dieser halbkreisförmige Vorhof wird von Bruchsteinmauern eingefasst und an der Ostseite durch den rechteckigen Torturm mit einer rundbogigen Durchfahrt abgeschlossen.
Der erste Vorhof in Form eines unregelmäßigen Rechtecks wird von Nebengebäuden umstanden und nach außen ebenfalls durch Bruchsteinmauern mit dem Haupttor abgeschlossen. Von diesem Haupttor führt eine Brücke über den Graben. Früher befand sich hier eine Zugbrücke.